# Parque nacional Sioma Ngwezi
El Parque nacional Sioma Ngwezi es un parque nacional de 5000 kilómetros cuadrados ubicado al sudoeste de Zambia. Es un parque relativamente virgen, no explotado y raramente visitado, debido también a la falta de accesos, quedando fuera de las rutas turísticas, aunque esto podría cambiar en el futuro.
Como la mayoría de los parques nacionales en Zambia, no se encuentra vallado permitiendo libertad de movimiento a los animales. Se encuentra rodeado por zonas de caza reguladas llamadas Game Management Areas (GMAs). La GMA Zambezi Oeste adyacente al parque es la más grande del país abarcando un área de 35.000 kilómetros cuadrados.
El parque abarca parte de la gran planicie entre el río Zambeze, el río Cuando y la franja de Caprivi, denominada "las llanuras Silowana". Las mismas una antiguamente formaron parte del desierto de Kalahari, y cubiertas de dunas de arena aún presentan ondulaciones usaves y un suelo arenoso. Aunque el clima sctuslmrntr es más húmedo, no fluyen ríos de forma permanente a través de las llanuras, sólo unos pocos estacionales, y en la temporada de lluvias se forman miles de pequeñas lagunas en las depresiones entre las dunas, por lo general de un par de cientos de metros de diámetro. En el parque se pueden observar dos ecorregiones, los bosques de Zambezian Baikiaea dominados por árboles de Teca del Zambeze, que rodean a las llanuras de pasturas del oeste de Zambia. A lo largo de los ríos más importantes se puede observar una tercera ecorregión que son los pastilaes inundables de Zambia.
El parque y las GMAs que lo envuelven forman un importante camino en la ruta migratoria de elefantes y ñus provenientes de los parques nacionales de Botsuana y Namibia. Incluso con la caza furtiva, el parque ofrece un buen refugio para los elefantes que emigran desde Angola dónde no se ha mantenido un control sobre la caza ilegal y furtiva ni durante ni después de la guerra civil.
El parque es el hogar de más de 3000 elefantes, antílopes ruanos, antílopes sable, pucús, impalas, cebras y otras especies de antílopes. También podemos encontrar varias especies en peligro como licaón  y guepardos.
No hay instalaciones a excepción de los cámpines y no hay carreteras en el parque, sólo sendas que requieren vehículos de doble tracción, incluso en la estación seca, en las que los vehículos pueden quedar atascados en la arena. En el 2007, algunos operadores turísticos realizaban safaris guiados por el parque. Según el gobierno de Zambia existe un plan para privatizar la gestión y proveer de una mejor protección a la fauna del parque. La cercanía de Angola, Namibia y Botsuana lo hace propicio para iniciativas de parques transfronterizos. 
Están planeadas, algunas ya son una realidad, otras instalaciones turísticas en la región como por ejemplo a lo largo de las inmediaciones del río Zambeze (una estación de pesca, y una casa de campo en Cataratas Ngonye), y en la Franja de Caprivi. La reciente apertura de la  autopista Trans-Caprivi y el Puente Katima Mulilo a menos de 60 km del parque, puede aumentar sensiblemente el número de visitantes.